# 할스베리

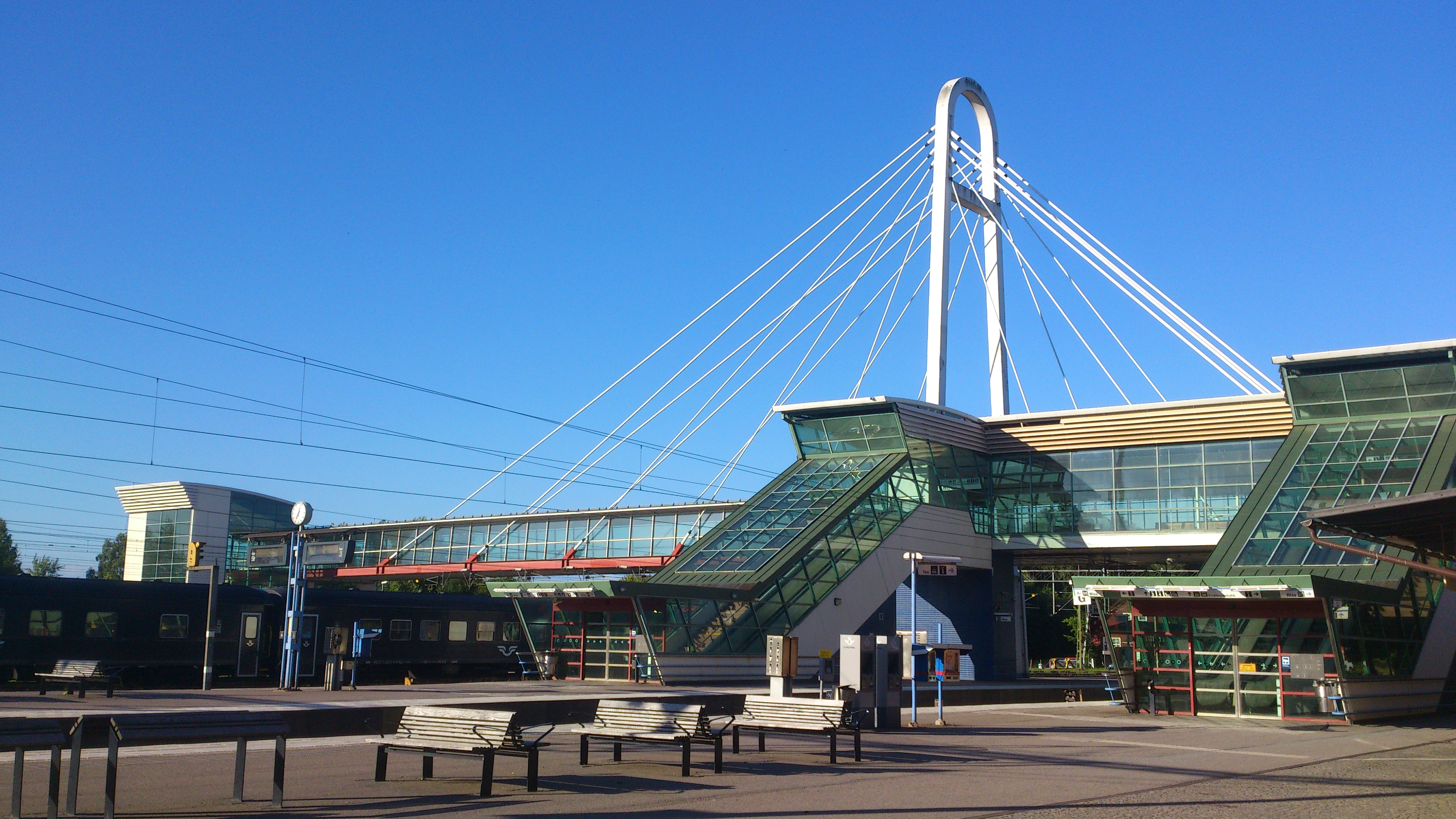
할스베리 철도역

할스베리(스웨덴어: Hallsberg)는 스웨덴 외레브로주의 도시로 면적은 8.19km2, 인구는 7,122명(2010년 12월 31일 기준), 인구 밀도는 870명/km2이다. 행정 구역상으로는 할스베리 시, 쿰라 시에 속한다.